# Parowozownia

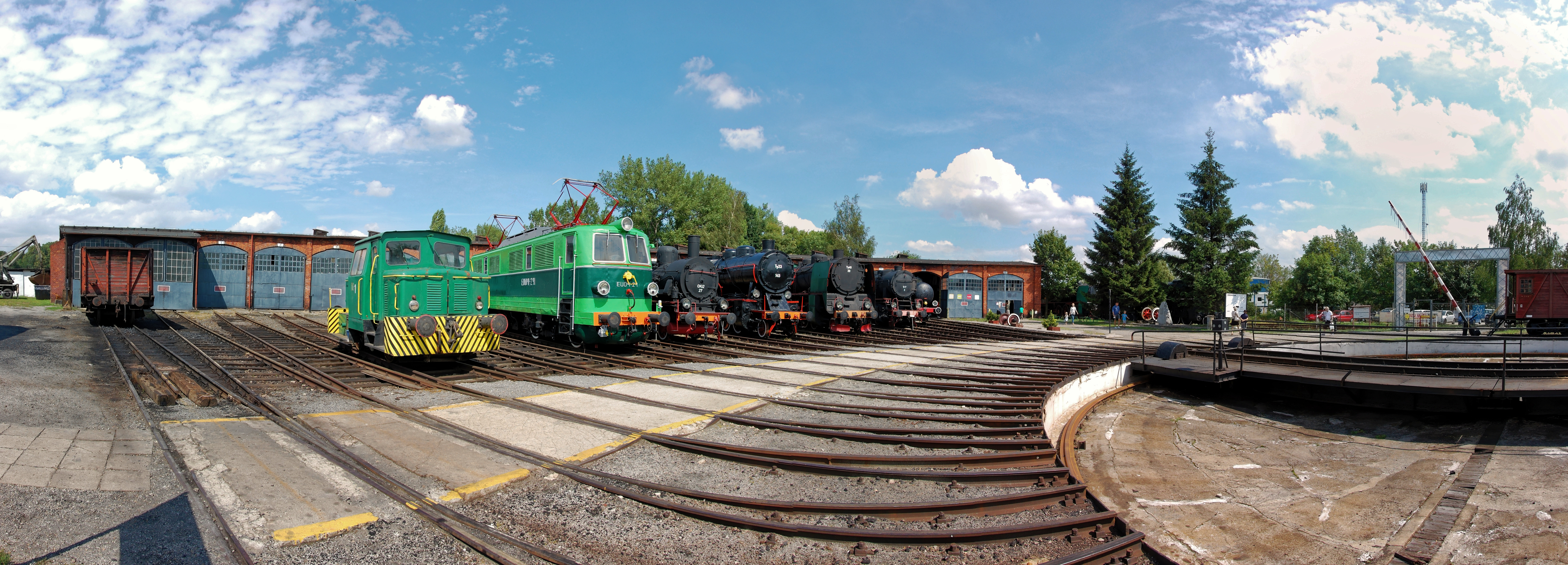
Wachlarz parowozowni w Muzeum Przemysłu i Kolejnictwa na Śląsku w Jaworzynie Śląskiej

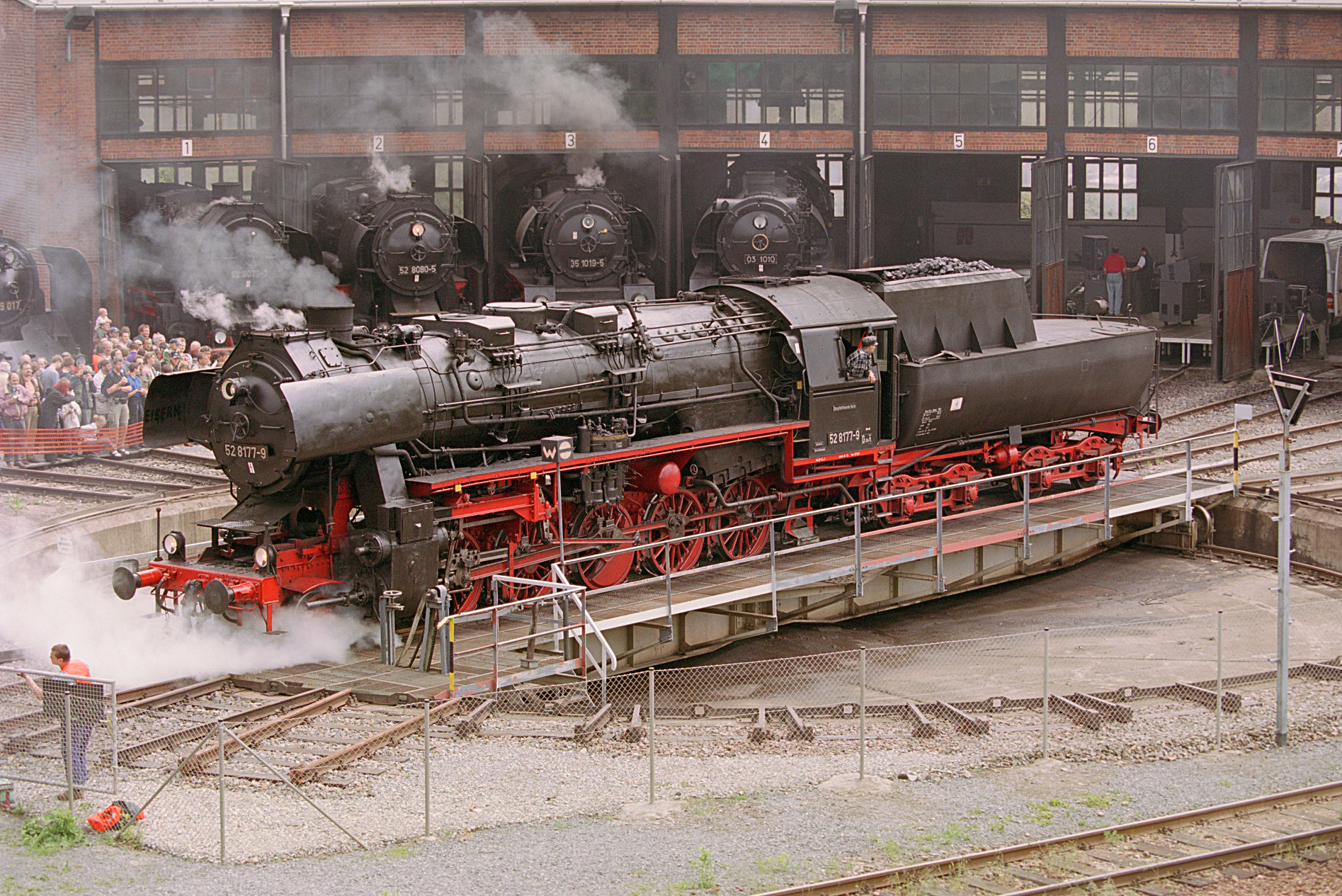
Parowozownia w Dreźnie

Parowozownia (potocznie: szopa, depo) – baza, zakład eksploatacji, zajezdnia lokomotyw parowych; zespół pomieszczeń i warsztatów oraz torów przeznaczonych do przechowywania i obsługiwania technicznego parowozów.
Charakterystycznymi instalacjami są:
- obrotnice lub przesuwnice do zmiany kierunku jazdy na małym terenie,
- żurawie (z wieżami ciśnień) do tankowania parowozów,
- piaskownice,
- składy węgla z wyciągami nawęglającymi,
- kanały oczystkowe.

Sama hala ma często układ wachlarzowy, z obrotnicą w osi.
W późniejszym okresie obsługiwano tam również inne lokomotywy (elektryczne i spalinowe).
Nazwą parowozownia określano jednostki kolejowe obsługujące parowozy, większość nazywając lokomotywowniami. Nieliczne lokomotywownie, zajmujące się tylko lokomotywami elektrycznymi, nazywane były elektrowozowniami.
Jedna z najstarszych parowozowni w Europie znajduje się w Pile, nad którą opieki podjęło się Stowarzyszenie Parowozownia Pilska Okrąglak. Najstarsza parowozownia w Polsce, która do tej pory pełni swe pierwotne funkcje, znajduje się w Wolsztynie.